# لاري شلافلي
لاري شلافلي (بالإنجليزية: Larry Schlafly)‏ هو لاعب كرة قاعدة أمريكي، ولد في 19 سبتمبر 1878 في بورت واشينغتون في الولايات المتحدة، وتوفي في 27 يوليو 1919 في بيتش سيتي في الولايات المتحدة.

## وصلات خارجية
- لاري شلافلي على موقعبيزبول رفرنس.كوم (الدوري الرئيسي) (الإنجليزية)
- لاري شلافلي على موقعبيزبول رفرنس.كوم (الدوري الثانوي) (الإنجليزية)
- لاري شلافلي على موقع جمعية أبحاث البيسبول الأمريكية (الإنجليزية)